# Chris Therien
Pour les articles homonymes, voir Thérien (homonymie).
 (décembre 2023).
Si vous disposez d'ouvrages ou d'articles de référence ou si vous connaissez des sites web de qualité traitant du thème abordé ici, merci de compléter l'article en donnant les références utiles à sa vérifiabilité et en les liant à la section « Notes et références ».
Chris B. Therien (né le 14 décembre 1971 à Ottawa, dans la province de l'Ontario au Canada) est un joueur professionnel retraité de hockey sur glace ayant évolué à la position de défenseur.

## Carrière
Réclamé lors de la troisième ronde du repêchage annuel de la Ligue nationale de hockey de 1990 par les Flyers de Philadelphie alors qu'il évolue au niveau secondaire, Chris Therien rejoint dès la saison suivante les Friars de Providence et passe les trois saisons qui suivent avec ces derniers.
Après avoir été nommé dans la deuxième équipe d'étoiles de la division Hockey East en 1993, il rejoint l'équipe nationale du Canada avec qui il prend part aux Jeux olympiques de 1994 qui se déroule à Lillehammer en Norvège.
Therien devient joueur professionnel après ces jeux en se joignant au club affilié aux Flyers dans la Ligue américaine de hockey, les Bears de Hershey. Il poursuit avec ces derniers lors du «lock-out» des propriétaires de la LNH en 1994-1995 avant de compléter la saison avec le grand club. Il inscrit un total de 13 points en 48 rencontres et obtient une place sur l'équipe d'étoiles des recrues.
Le gros défenseur reste avec les Flyers jusqu'à la saison 2003-2004, étant échangé au cours de celle-ci aux Stars de Dallas. La saison suivante, alors qu'un lock-out sévi dans la LNH, Chris Therien se joint à un groupe de joueurs et effectue une tournée de rencontre amicale dans l'est du Canada.
Son contrat étant arrivé à terme, il accepte au cours de l'été 2005 un contrat d'une saison avec les Flyers, saison au terme de laquelle il annonce son retrait de la compétition.

## Statistiques

### Statistiques en club
| Saison     | Équipe                    | Ligue      |     | Saison régulière | Saison régulière | Saison régulière | Saison régulière | Saison régulière |   | Séries éliminatoires | Séries éliminatoires | Séries éliminatoires | Séries éliminatoires | Séries éliminatoires |
| Saison     | Équipe                    | Ligue      | PJ  | B                | A                | Pts              | Pun              | PJ               | B | A                    | Pts                  | Pun                  |                      |                      |
| 1989-1990  | Huskies de Northwood Prep | USHS       | 31  | 35               | 37               | 72               | 54               |                  |   |                      |                      |                      |                      |                      |
| 1990-1991  | Friars de Providence      | HE         | 36  | 4                | 18               | 22               | 36               |                  |   |                      |                      |                      |                      |                      |
| 1991-1992  | Friars de Providence      | HE         | 36  | 16               | 25               | 41               | 38               |                  |   |                      |                      |                      |                      |                      |
| 1992-1993  | Friars de Providence      | HE         | 33  | 8                | 11               | 19               | 52               |                  |   |                      |                      |                      |                      |                      |
| 1992-1993  | Équipe Canada             | Nationale  | 8   | 1                | 4                | 5                | 8                |                  |   |                      |                      |                      |                      |                      |
| 1993-1994  | Équipe Canada             | Nationale  | 59  | 7                | 15               | 22               | 46               |                  |   |                      |                      |                      |                      |                      |
| 1993-1994  | Bears de Hershey          | LAH        | 6   | 0                | 0                | 0                | 2                |                  |   |                      |                      |                      |                      |                      |
| 1994-1995  | Bears de Hershey          | LAH        | 34  | 3                | 13               | 16               | 27               |                  |   |                      |                      |                      |                      |                      |
| 1994-1995  | Flyers de Philadelphie    | LNH        | 48  | 3                | 10               | 13               | 38               | 15               | 0 | 0                    | 0                    | 10                   |                      |                      |
| 1995-1996  | Flyers de Philadelphie    | LNH        | 82  | 6                | 17               | 23               | 89               | 12               | 0 | 0                    | 0                    | 18                   |                      |                      |
| 1996-1997  | Flyers de Philadelphie    | LNH        | 71  | 2                | 22               | 24               | 64               | 19               | 1 | 6                    | 7                    | 6                    |                      |                      |
| 1997-1998  | Flyers de Philadelphie    | LNH        | 78  | 3                | 16               | 19               | 80               | 5                | 0 | 1                    | 1                    | 4                    |                      |                      |
| 1998-1999  | Flyers de Philadelphie    | LNH        | 74  | 3                | 15               | 18               | 48               | 6                | 0 | 0                    | 0                    | 6                    |                      |                      |
| 1999-2000  | Flyers de Philadelphie    | LNH        | 80  | 4                | 9                | 13               | 66               | 18               | 0 | 1                    | 1                    | 12                   |                      |                      |
| 2000-2001  | Flyers de Philadelphie    | LNH        | 73  | 2                | 12               | 14               | 48               | 6                | 1 | 0                    | 1                    | 8                    |                      |                      |
| 2001-2002  | Flyers de Philadelphie    | LNH        | 77  | 4                | 10               | 14               | 30               | 5                | 0 | 0                    | 0                    | 2                    |                      |                      |
| 2002-2003  | Flyers de Philadelphie    | LNH        | 67  | 1                | 6                | 7                | 36               | 13               | 0 | 2                    | 2                    | 2                    |                      |                      |
| 2003-2004  | Flyers de Philadelphie    | LNH        | 56  | 1                | 9                | 10               | 50               |                  |   |                      |                      |                      |                      |                      |
| 2003-2004  | Stars de Dallas           | LNH        | 11  | 0                | 0                | 0                | 2                | 5                | 2 | 0                    | 2                    | 0                    |                      |                      |
| 2003-2004  | Phantoms de Philadelphie  | LAH        | 2   | 0                | 0                | 0                | 0                |                  |   |                      |                      |                      |                      |                      |
| 2005-2006  | Flyers de Philadelphie    | LNH        | 47  | 0                | 4                | 4                | 34               |                  |   |                      |                      |                      |                      |                      |
| Totaux LNH | Totaux LNH                | Totaux LNH | 764 | 29               | 130              | 159              | 585              | 104              | 4 | 10                   | 14                   | 68                   |                      |                      |

### Statistiques en équipe nationale
| Année | Équipe | Compétition     |   | PJ | B | A | Pts | Pun               |  | Résultats |
| 1994  | Canada | Jeux olympiques | 4 | 0  | 0 | 0 | 4   | Médaille d'argent |  |           |

### Honneur et trophée
- Hockey East
  - Nommé dans la deuxième équipe d'étoiles en 1993.
- Ligue nationale de hockey
  - Nommé dans l'équipe d'étoiles des recrues en 1995.

### Transactions en carrière
- Repêchage 1990; repêché par les Flyers de Philadelphie (3er choix de l'équipe, 47e au total).
- 8 mars 2004; échangé par les Flyers aux Stars de Dallas en retour du choix de huitième ronde des Coyotes de Phoenix au repêchage de 2004 (acquis précédemment, les Flyers réclame avec ce choix Martin Houle) et le choix de troisième ronde des Stars au repêchage de 2005 (échangé ultérieurement au Lightning de Tampa Bay qui réclame Chris Lawrence).
- 2 août 2005; signe à titre d'agent libre avec les Flyers de Philadelphie.